# کلاک‌لاین، وسترن استرالیا
کلاک‌لاین (به انگلیسی: Clackline) یک منطقهٔ مسکونی در استرالیا است که در استرالیای غربی واقع شده‌است.